# Lawrence O'Bryan Branch

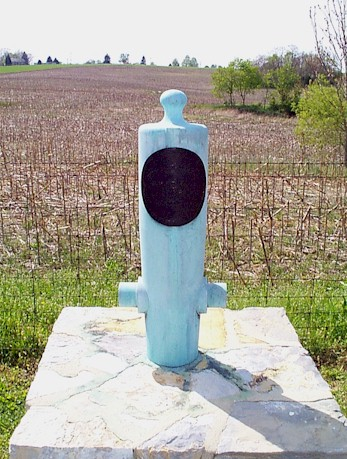
Monument in de vorm van een kanon op de plaats waar Branch sneuvelde

Lawrence O'Bryan Branch (28 november 1820 – 17 september 1862) was Amerikaanse politicus en militair. Hij zetelde in het Huis van afgevaardigden. Tijdens de Amerikaanse Burgeroorlog diende hij in het Confederate States Army. Hij was een brigadegeneraal toen hij sneuvelde in Antietam.

## Vroege jaren
Branch werd geboren op 28 november 1820 in Enfield, North Carolina. Hij was de zoon van majoor Joseph Branch en Susan Simpson O’Bryan Branch. Zijn geboortehuis droeg de ongewone naam van The Cellar. Het huis werd in 1979 opgenomen in de lijst van de National Register of Historic Places in 1979. Het gezin verhuisde naar Williamson County in Tennessee. Zijn moeder overleed toen hij vijf jaar oud was en twee jaar later verloor hij ook zijn vader. Zijn oom, John Branch (die toen senator voor North Carolina was), werd zijn voogd en liet hem terug naar North Carolina komen. Toen zijn oom minister van de Marine werd, verhuisden ze naar Washington D.C.. 
Hij kreeg er privéles van Salmon P. Chase. Toen Branch oud genoeg was volgde hij les aan de Bingham Military Academy om daarna voor een korte periode lessen te volgen aan de University van North Carolina te Chapel Hill. In 1838 studeerde hij als primus af aan de Princeton-universiteit en studeerde hij rechten in Nashville, Tennessee. Tijdens zijn rechtenstudies was hij redacteur van zijn eigen krant.
In 1840 verhuisde Branch naar Tallahassee in Florida. Hij werd er toegelaten tot de balie. Een jaar later nam hij als vrijwilliger deel aan de Seminole oorlogen. Hij huwde met Nancy Haywood Blount in 1844. Ze kregen samen vier kinderen. In 1852 verhuisde het gezin Branch naar Raleigh, North Carolina waar hij werkzaam was als advocaat en voorzitter werd van de Raleigh & Gaston Railroad Co. In hetzelfde jaar diende hij als kiesman tijdens de presidentsverkiezingen waarbij Franklin Pierce zou winnen. Branch zetelde tussen maart 1855 en maart 1861 in het Huis van afgevaardigden voor de Democratische Partij. Hij stelde zich daarna niet meer verkiesbaar voor een vierde  termijn. Op 29 december 1859 daagde Branch Galusha A. Grow uit tot een duel nadat Grow beledigingen had geuit tijdens een zitting in het huis van afgevaardigden. De beide duellisten en hun helpers werden gearresteerd door de politie voor het duel kon plaats vinden.  Op 2 december 1860 werd hij voorgedragen door president James Buchanan om minister van Financiën te worden, maar Branch bedankt voor de eer.

## Amerikaanse Burgeroorlog
Toen de Amerikaanse Burgeroorlog uitbrak nam Branch in mei 1861 dienst in het Confederate States Army als soldaat bij de Raleigh Rifles. Diezelfde maand nog werd hij aangesteld als kwartiermeestergeneraal voor zijn thuisstaat, maar nam kort daarop ontslag om terug te keren naar zijn eenheid. Hij gaf de voorkeur aan actie op het slagveld boven een administratieve functie. In september werd Branch verkozen tot kolonel van het 33rd North Carolina Infantry Regiment. Hij werd in januari 1862 bevorderd tot brigadegeneraal. Na de Slag bij New Bern werd zijn brigade toegevoegd aan de divisie van A.P. Hill in het korps van Stonewall Jackson. Zijn brigade nam deel aan de Slag bij Hanover Court House, de Zevendagenslag en de slagen bij Cedar Mountain, Bull Run, Chantilly en Harpers Ferry.

### Slag bij Antietam
Op 17 september 1862 was zijn brigade een deel van de versterkingen die in ijltempo oprukten van Harpers Ferry naar Sharpsburg waar de Slag bij Antietam in volle hevigheid woedde. Ze arriveerde rond 14:30u op het slagveld en hielpen een Noordelijk aanval te weerstaan die de rechterflank van het Zuidelijke leger redde van de ondergang. Kort hierna stond hij te praten  met zijn medegeneraals Maxcy Gregg, William D. Pender en James J. Archer toen een Noordelijke scherpschutter het groepje zag een het vuur op hen opende. Branch werd geraakt en werd onmiddellijk gedood. Ook generaal Gregg werd geraakt in de dij. 
Branch werd begraven op de Old City Cemetery,Raleigh, North Carolina.